# Wynne
Wynne és una població dels Estats Units a l'estat d'Arkansas. Segons el cens del 2000 tenia 8.615 habitants.

## Demografia
Segons el cens del 2000, Wynne tenia 8.615 habitants, 3.245 habitatges, i 2.323 famílies. La densitat de població era de 408,1 habitants/km².
Dels 3.245 habitatges en un 36,1% hi vivien nens de menys de 18 anys, en un 48,5% hi vivien parelles casades, en un 19% dones solteres, i en un 28,4% no eren unitats familiars. En el 26,2% dels habitatges hi vivien persones soles el 12,6% de les quals corresponia a persones de 65 anys o més que vivien soles. El nombre mitjà de persones vivint en cada habitatge era de 2,56 i el nombre mitjà de persones que vivien en cada família era de 3,09.
Per edats la població es repartia de la següent manera: un 28,7% tenia menys de 18 anys, un 8,7% entre 18 i 24, un 27,4% entre 25 i 44, un 20,4% de 45 a 60 i un 14,8% 65 anys o més.
L'edat mediana era de 35 anys. Per cada 100 dones de 18 o més anys hi havia 80,4 homes.
La renda mediana per habitatge era de 30.125 $ i la renda mediana per família de 35.714 $. Els homes tenien una renda mediana de 30.506 $ mentre que les dones 20.567 $. La renda per capita de la població era de 15.800 $. Entorn del 17,9% de les famílies i el 21,4% de la població estaven per davall del llindar de pobresa.

## Poblacions més properes
El següent diagrama mostra les poblacions més properes.